# طارق (اسلحه کمری)

اسلحه طارق (به عربی: مسدس طارق) یک اسلحه کمری نیمه خودکار با ساختار برتا است.  در سال ۱۹۸۱ کشور عراق موفق به دریافت مجوز ساخت این سلاح که نسخه ای از برتا ام۱۹۵۱ می باشد گردید.   نقش طارق بن زیاد یکی از سرداران خلافت اموی در جریان حمله سپاهیان اسلام به اندلس و فتح آن سرزمین به صورت یک لوگو طلایی رنگ بر روی دسته مشکی این سلاح  که صدام حسین در تمجید از این سردار اموی این نام را برای این اسلحه کمری انتخاب کرده است.